# Alcide Hirschy
Alcide Hirschy – szwajcarski strzelec sportowy, medalista mistrzostw świata.
Hirschy był gorzelnikiem, pochodził z Neuchâtel. Wystąpił na pierwszych mistrzostwach świata w strzelectwie (1897), na których zdobył złoto w drużynowym strzelaniu z karabinu dowolnego z trzech pozycji, oraz srebro w indywidualnym strzelaniu z karabinu dowolnego klęcząc. Trzeci krążek na mistrzostwach świata wywalczył rok później – był to brąz w drużynowym strzelaniu z karabinu dowolnego w trzech pozycjach.
Nigdy nie brał udziału w igrzyskach olimpijskich.